# Kvänska
Kvänska (eget namn: kvääni) är ett finsk-ugriskt språk som talas i Troms fylke och Finnmark fylke i Norge. Språkvarieteten har tidigare ansetts vara en dialekt av finskan, och den har ömsesidig begriplighet med denna. Kvänska har stora språkliga likheter med meänkieli.
Lingvistiskt sett utgör kvänskan dialektgruppen Ruija (Finnmark) som ingår i den större gruppen Peräpohjola-dialekter, vilken i sin tur är en västfinsk dialektgrupp.
Språket skrivs med latinska alfabetet.

## Fonologi

### Konsonanter
|             | Labial | Dental | Alveolar | Postalveolar | Palatal | Velar | Glottal |
| ----------- | ------ | ------ | -------- | ------------ | ------- | ----- | ------- |
| Nasal       | m      |        | n        |              |         | ŋ     |         |
| Klusil      | p ~ b  |        | t ~ d    |              |         | k ~ g |         |
| Frikativ    | f ~ v  | ð      | s        | ʃ            |         |       | h       |
| Tremulant   |        |        | r        |              |         |       |         |
| Lateral     |        |        | l        |              |         |       |         |
| Approximant | ʋ      |        |          |              | j       |       |         |

Källa:

### Vokaler
|            | Främre | Bakre |
| ---------- | ------ | ----- |
| Sluten     | i \| y | u     |
| Halvsluten | e \| ø | o     |
| Öppen      | æ      | ɑ     |

Alla vokaler kan realiseras som både korta och långa.
Källa:

## Talare och status
Antalet talare uppskattas till mellan 1 500 och 10 000 (år 2012). Största delen av talarna är över 60 år gamla.
Språkets status har förbättrats snabbt under 2000-talet. Den första romanen på kvänska, Alf Nilsen-Børsskogs Kuosuvaaran takana, kom ut 2004. Den första universitetskursen i kvänska hölls vid Universitetet i Tromsø 2006. Samma år började språket betecknas som kainun kieli, men från 2009 har det kallats kvääni.
Av historiska och politiska skäl erkände Norges riksdag kvänska som minoritetsspråk 2005 i enlighet med Europarådets stadga om landsdels- eller minoritetsspråk.

## Kultur- och språkcentra

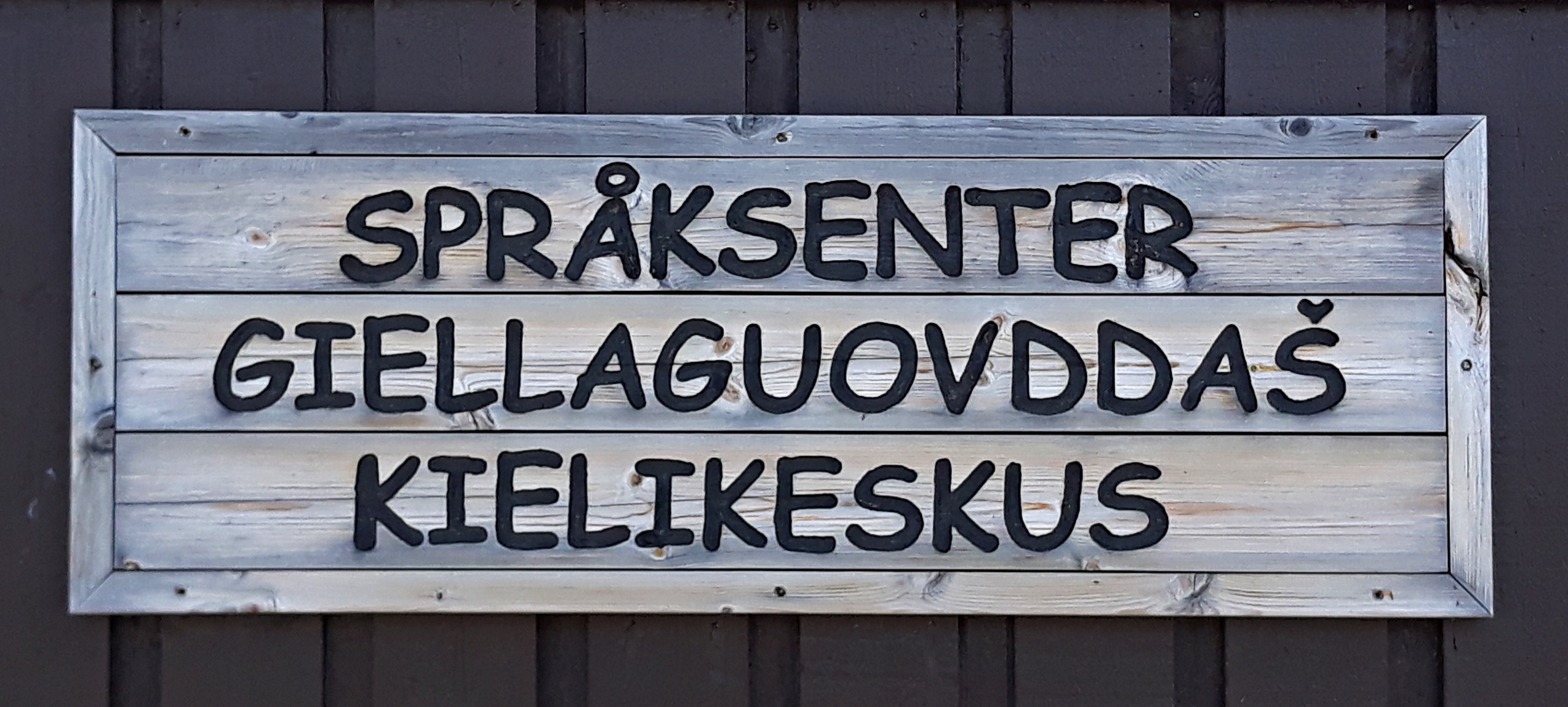
Storfjord språksenter är ett kommunalt språkcenter för kvänska, finska och nordsamiska i Skibotn.

Kainun institutti (Kvensk institutt) har arbetat sedan 2007, då också Kainun kieliraati ("Kvänska språkrådet") inledde sin verksamhet för att skapa ett normerat kvänskt skriftspråk som grund för undervisning i kvänska. Institutet fungerar också som språkmyndigheten till kvänskan.
I april 2018 meddelande norska regeringen att statsbidrag skulle lämnas för att inrätta tre nya språkcentra för kvänska i Vadsø, Porsangers kommun och Kvænangens kommun
Den kvänsktalande befolkningen har en egen tidning där man skriver på norska, finska och numera även på kvänska: Ruijan Kaiku. Korta radioinslag på kvänska förekommer under bestämda tider.[källa behövs] En förening som främjar kvänskt språk och kultur har funnits sedan 1980-talet.
Situationen för kvänskan har likheter med situationen för meänkieli i Sverige, men Norges regering har en tydligare språkpolitik, vilken tagit sig uttryck i Kommunal- og moderniseringsdepartementets Målrettet plan 2017–2021 – videre innsats for kvensk språk.